# Silvio Berlusconi nella cultura di massa

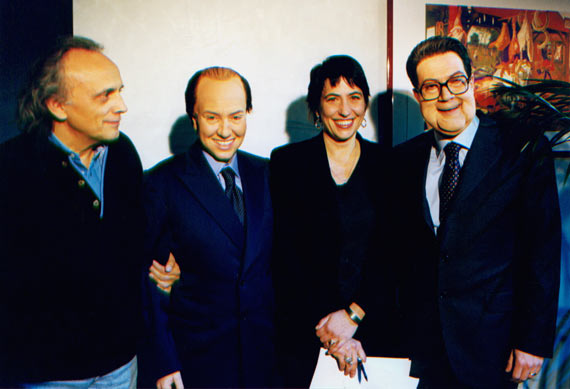
Silvio Berlusconi imitato da Sabina Guzzanti (a sinistra) assieme al fratello Corrado, a sua volta nei panni di Romano Prodi, e a Serena Dandini nel dietro le quinte del Pippo Chennedy Show (1997).

La figura di Silvio Berlusconi è stata rivisitata molto spesso nella cultura di massa da cineasti, cantanti, fumettisti, letterati e comici. Di seguito, una lista delle principali produzioni in cui Berlusconi è il protagonista oppure citato.

## Cinema

### Film con trama
- Hammamet Village, regia di Ninì Grassia (inedito)
- Fantozzi - Il ritorno, regia di Neri Parenti (1996)
- Aprile, regia di Nanni Moretti (1998)
- Bye Bye Berlusconi!, regia di Jan Henrik Stahlberg (2006)
- Il caimano, regia di Nanni Moretti (2006)
- Shooting Silvio, regia di Berardo Carboni (2006)
- Ho ammazzato Berlusconi, regia di Gian Luca Rossi (2008)
- Un'estate ai Caraibi, regia di Carlo Vanzina (2009)
- La brutta copia, regia di Massimo Ceccherini (2013)
- Loro, regia di Paolo Sorrentino (2018)
- Ennio Doris - C'è anche domani, regia di Giacomo Campiotti (2024)

### Film documentari
- Citizen Berlusconi - The Prime Minister and the Press di Andrea Cairola e Susan Gray, PBS (2003)
- Viva Zapatero! di Sabina Guzzanti (2005)
- Quando c'era Silvio di Beppe Cremagnani, Enrico Deaglio e Rubén Oliva (2006)
- Uccidete la democrazia! Memorandum sulle elezioni di aprile di Beppe Cremagnani, Enrico Deaglio e Rubén Oliva (2006)
- Videocracy - Basta apparire di Erik Gandini (2009)
- Draquila - L'Italia che trema di Sabina Guzzanti (2010)
- Silvio Forever di Roberto Faenza e Filippo Macelloni (2011)
- S.B. - Io lo conoscevo bene di Giacomo Durzi e Giovanni Fasanella (2013)
- Girlfriend in a Coma di Bill Emmott ed Annalisa Piras (2013)
- Belluscone - Una storia siciliana, regia di Franco Maresco (2014)
- C'è solo un presidente (2023)[1]

### Ispirazioni
- Silvio Berlusconi ha ispirato il Cavaliere Fulvio Lombardoni nel film Ginger e Fred (1985), imprenditore proprietario di una rete di canali televisivi e patron di molti dei beni propagandati nella sua TV. Il regista Fellini infatti si riproponeva di compiere una satira verso la TV privata e al consumismo allora nascente.[2][3]

## Arte
- Nel 2005 l'artista italiano Gianni Motti avrebbe trasformato il grasso ottenuto da un intervento di liposuzione effettuato su Berlusconi in un sapone, intitolando l'opera "Mani Pulite".[4][5][6]
- Dal 28 al 30 maggio 2012 a Palazzo Ferrajoli a Roma è stata esposta l'opera "The Italian Dream" di Antonio Garullo e Mario Ottocento che ritraeva Berlusconi di cera a grandezza naturale in una teca di vetro in gomma siliconica, capelli organici, stoffa, legno, vetro, carta e metalli vestito in doppiopetto con una copia de "Una storia italiana", distribuito da Forza Italia nel 2001, l'insegna di Cavaliere del lavoro nella tasca, una mano nella patta dei pantaloni e le ciabatte con Topolino[7][8].

## Fumetti

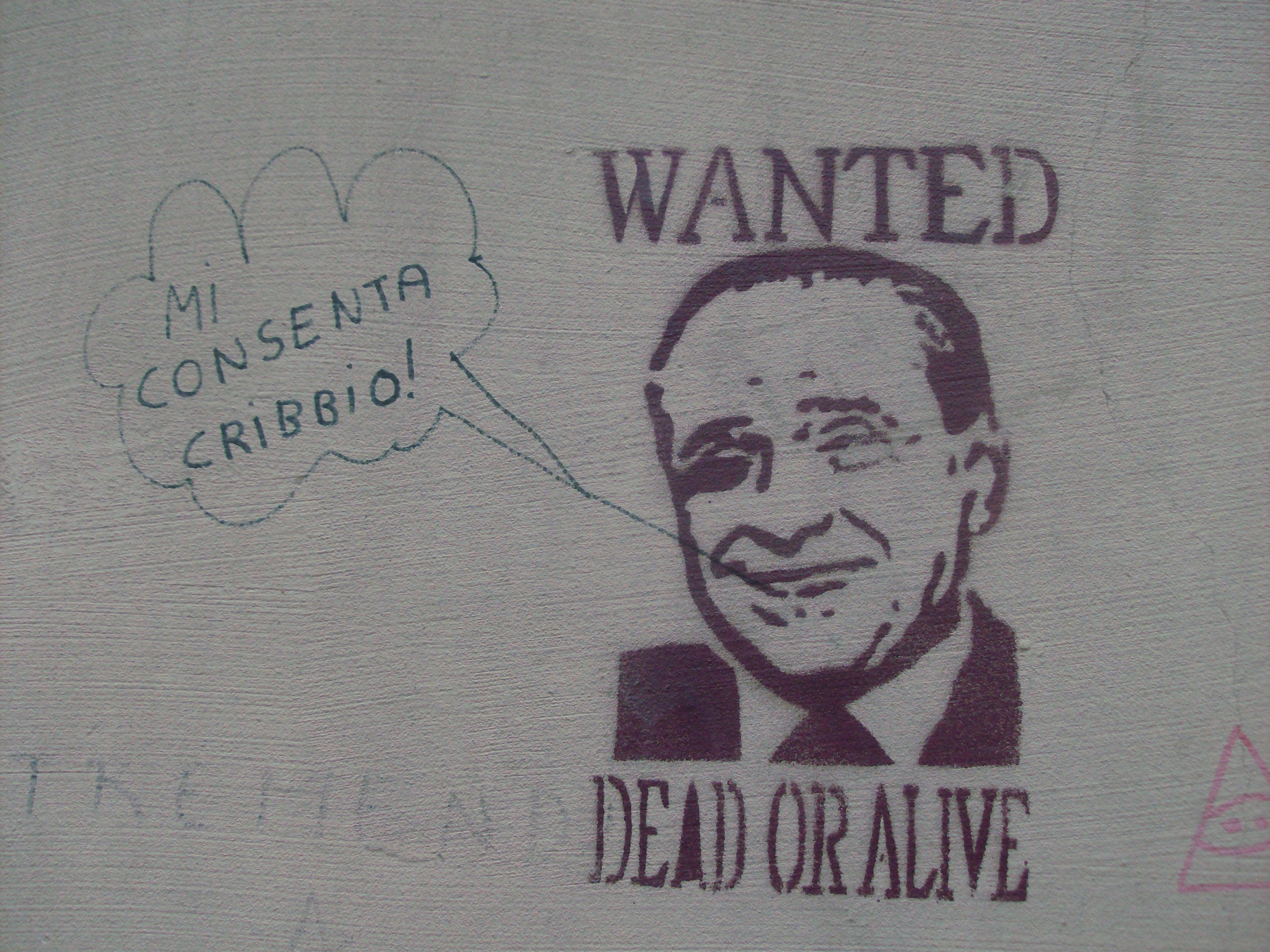
Graffito murale a Torino, con la tipica frase "Mi consenta"

Berlusconi è apparso nelle seguenti serie animate o a fumetti:
- Alan Ford: di Max Bunker (il personaggio di Anten-Man)
- Zio Paperone e il centenario (+ uno) bullonario, storia disneyana di Bruno Concina e Giovan Battista Carpi pubblicata sui numeri 1810-1811 del settimanale Topolino del 5 e 12 agosto 1990. Berlusconi vi appare, con l'appellativo di "Sua Emittenza", assieme a Paperon de' Paperoni, Rockerduck e l'Avvocato [Agnelli][9] alla ricerca di un tesoro nascosto.
- Berlusconi in "Tet Work", di Angese, 1990
- Berlustory di Marcello Toninelli[10]
- Cattivik contro Berlusconi, albetto a strisce allegato al numero 80 del febbraio 1992 di Lupo Alberto.[11]
- Monster Allergy: di Francesco Artibani e Katja Centomo (il personaggio di Magnacat nella forma umana)[12]

## Letteratura
- Spiriti di Stefano Benni (2001): sono presenti due rappresentanti dell'immaginario stato di Usitalia, Rutalini (parodia di Francesco Rutelli) e Berlanga, parodia di Berlusconi
- L'odore dei soldi di Marco Travaglio e Elio Veltri (2001)
- Chi ha ucciso Silvio Berlusconi di Giuseppe Caruso (2005)
- Berlusconi ti odio di Luca D'Alessandro (2005)
- Il quaderno (O caderno) di José Saramago (2009) è una raccolta di scritti dal suo blog che contiene critiche particolarmente dure nei confronti di Berlusconi che viene definito «delinquente»[13] e paragonato a «un capo mafioso». La casa editrice di proprietà di Berlusconi, Einaudi, che fino ad allora pubblicava le opere di Saramago, rifiutò il libro, che fu poi edito da Bollati Boringhieri.[14]
- La vita quotidiana in Italia ai tempi del Silvio di Enrico Brizzi (2010)
- Il Sessantotto realizzato da Mediaset di Valerio Magrelli (2011)
- Lolito di Daniele Luttazzi (2013), opera satirica su Berlusconi e del romanzo Lolita di Vladimir Nabokov
- My Way. Berlusconi si racconta a Friedman di Alan Friedman (2015)

## Teatro
- L'anomalo bicefalo, di Dario Fo e Franca Rame
- Questa sera si recita Molière, di Paolo Rossi[15][16]
- Tuttobenigni 95/96, di Roberto Benigni
- Anestesia totale - Il primo spettacolo (poco spettacolare) del dopo-B., di Marco Travaglio con Isabella Ferrari
- Silvio's Glam Democracy, di Gerardo Maffei[17]
- Il Rigoletto di Verdi si intona alla vita dell'ingannevole Berlusconi di Lindy Hume.[18]

## Musica
Sono molte nel panorama musicale le canzoni che si riferiscono a Silvio Berlusconi. Nella maggior parte dei testi, non viene citato direttamente ma sottinteso con riferimenti alla sua vita privata e pubblica (ad esempio sulla sua statura, sui lifting e sulla storia della sua carriera politica e imprenditoriale). Sono quasi tutti testi critici, ma non mancano le eccezioni. Tra questi:
- Luca Barbarossa, El Conquistador
- La Banda Bassotti, Una storia italiana[19]
- Roberto Benigni, È tutto mio
- Roberto Benigni, Quando penso a Berlusconi
- Caparezza, Legalize the Premier
- Elio e le Storie Tese, Il Congresso delle Parti Molli
- La Famiglia Rossi, Mi sono fatto da solo[20]
- Ghetto Geasy, Berlusconi [21]
- Loriana Lana, La pace può[22]
- Loriana Lana, Silvio Forever[23]
- Cristiano Malgioglio, Caro Berlusconi
- Mariposa, Forza Musica
- Modena City Ramblers, El presidente[24]
- Povia, Era meglio Berlusconi
- Daniele Silvestri, Che bella faccia
- Andrea Vantini, Meno male che Silvio c'è[25]
- Antonello Venditti, Il sosia[26]
- Villa Ada Posse, Berluscone
- 883, 6/1/sfigato
- Fabrizio Moro, Barabba

## Televisione
- Un œil sur la planète, serie televisiva documentaria, episodio numero 25 Italie: la grande débrouille ?; andato in onda nel 2009 su France 2 e ritrasmesso in seguito anche da TV5 Monde.[27]
- South Park, episodio Pinewood Derby (2009)
- 1992, regia di Giuseppe Gagliardi (2015)
- 1993, regia di Giuseppe Gagliardi (2017)
- 1994, regia di Giuseppe Gagliardi e Claudio Noce (2019)
- Genshiken Nidaime Specials, episodio 4 (2013)
- Il giovane Berlusconi, docuserie su Silvio Berlusconi, regia di Simone Manetti (Netflix, 2024)

Sempre in ambito televisivo numerosi comici si sono cimentati in imitazioni di Silvio Berlusconi, tra questi Maurizio Crozza e Sabina Guzzanti.